# Eulithis melanoxantha
Eulithis melanoxantha là một loài bướm đêm trong họ Geometridae.